# Педро ван Рамсдонк
Педро Йоханнес ван Рамсдонк (нід. Pedro Johannes van Raamsdonk; 2 жовтня 1960) — нідерландський професійний боксер, призер чемпіонатів світу та Європи серед аматорів, чемпіон Європи за версією EBU (1988) у напівважкій вазі.

## Аматорська кар'єра
1979 виграв чемпіонат Нідерландів.
На чемпіонаті Європи 1981 завоював срібну медаль.
- В 1/8 фіналу переміг Івана Гонду (Чехословаччина) — 5-0
- У чвертьфіналі переміг Джиммі Прайса (Англія) — 3-2
- У півфіналі переміг Валентина Сілагі (Румунія) — 4-1
- У фіналі програв Юрію Торбеку (СРСР) — 1-4

На чемпіонаті світу 1982 завоював бронзову медаль.
- В 1/8 фіналу переміг Франка Клаузена (Данія) — RSCH 2
- У чвертьфіналі переміг Мвеху Бея (Заїр) — 5-0
- У півфіналі програв Тармо Уусівірта (Фінляндія) — 0-5

На чемпіонаті Європи 1983 програв у першому бою Іллі Ангелову (Болгарія).
На Олімпійських іграх 1984 переміг Аусустуса Огі (Кенія) і Ное Крузиані (Італія), а у чвертьфіналі програв Арістідесу Гонсалесу (Пуерто-Рико).
На чемпіонаті Європи 1985 програв у першому бою Рене Световіусу (НДР).

## Професіональна кар'єра
1986 року розпочав професійну кар'єру. Впродовж шести років провів 20 боїв. 1988 року завоював звання чемпіона Європи за версією EBU (1988) у напівважкій вазі, яке втратив у наступному бою.